# .uz
A .uz Üzbegisztán internetes legfelső szintű tartomány kódja, melyet 1995-ben hoztak létre. A területet karbantartásáért az Euracom felelős.

## Második szintű tartománykódok
- co.uz
- com.uz
- org.uz